# María Lía Zervino
María Lía Zervino, née en 1951 à Buenos Aires, est une vierge consacrée catholique, membre de Servidoras. Elle est nommée en 2013 présidente de l'Union mondiale des organisations de femmes catholiques.
En juillet 2022, elle est, avec Raffaella Petrini et Yvonne Reungoat, l'une des trois femmes nommées au Dicastère pour les évêques.

## Biographie

### Jeunesse et formation
María Lía Zervino naît en 1951 à Buenos Aires.

### Consécration comme vierge et missions dans l'Église argentine
Elle est nommée à la tête de la Commission Justice et Paix de la Conférence épiscopale argentine, alors que Jorge Mario Bergoglio en est le président, ce qui constitue le début d'une longue amitié.

### Missions dans l'Église universelle
En 2013, María Lía Zervino est nommée présidente de l'Union mondiale des organisations de femmes catholiques et déménage à Rome. Le 8 mars 2019, à l'occasion de la journée internationale des femmes, elle souhaite que les femmes « n'agissent pas par vengeance mais par conviction », affirme que « les hommes et les femmes [sont] égaux en dignité et divers en identité » et que « la société et l'Église ont besoin [de] femmes capables de faire rayonner la miséricorde à partir de [leurs] propres entrailles, de femmes qui cherchent à donner la vie sans jamais l'annuler ou la diminuer, qui vont à la rencontre de ceux qui souffrent le plus et accompagnent les plus nécessiteux, qui agissent à partir d'un amour maternel capable de sacrifice silencieux et de créativité extrême, qui évangélisent avec un langage et des gestes de tendresse… qui apaisent les blessures ouvertes de notre Seigneur ».
En 2018, elle estime ne s'être « jamais sentie discriminée, mais généralement valorisée par l'Église » tout en constatant des attitudes machistes au sein de l'institution ; elle constate que, dans une situation de blocage juridique lors de l'élaboration du nouveau code de droit canonique, les problèmes inhérents à la rédaction ne sont résolus que par la nomination de deux femmes dans la commission, et propose que dans des cas similaires ces nominations interviennent dès le début du processus. Elle suggère que les femmes elles-mêmes soient associées à « éduquer les hommes, les libérer des stéréotypes de la culture machiste et faire ressortir le meilleur de leur virilité [dans les] familles, [les] écoles, [et les] séminaires ».
En mars 2021, elle écrit une lettre ouverte au pape François. Dans cette lettre, elle commence par le remercier d'avoir écouté le cri des pauvres et de la Planète dans Laudato Sí, de sa passion pour les familles exprimée dans Amoris lætitia et de fournir une clef pour affronter les problèmes de notre monde dans Fratelli tutti. Elle apprécie que François soit « un combattant du machisme et du cléricalisme ». Néanmoins, elle fait le constat qu'« on n'a pas assez progressé dans la mise en valeur de la richesse des femmes qui constituent une grande partie du peuple de Dieu » et, en conséquence, exhorte le pape, d'un ton « qui ne se veut pas vindicatif », à donner une plus grande place aux femmes. Elle met en garde le pontife de ne pas donner aux femmes des postes simplement honorifiques et sans fonctions réelles associées, ni de céder à des effets de mode, mais de leur donner la possibilité de « servir l'Église avec les dons que le Père Créateur [leur] a donnés : une intelligence et une sensibilité particulières, une affectivité et une capacité particulière pour la gestation et la formation des personnes et une aptitude spéciale pour la génération de biens relationnels »,.
Elle reconnaît à cette occasion faire le rêve « d'une Église qui ait des femmes aptes à être juges dans tous les tribunaux où sont entendues les affaires de mariage, dans les équipes de formation de chaque séminaire et qu'elles exercent des ministères tels que l'écoute, la direction spirituelle, la pastorale de la santé, le soin de la planète, la défense des droits de l'homme, pour lesquels, de par [leur] nature, les femmes sont également ou parfois mieux équipées que les hommes », indiquant explicitement à cette occasion que, par « femmes », elle entend, non pas seulement les consacrées mais également les laïques. Elle fait également la proposition d'un « synode du peuple de Dieu, avec une représentation proportionnelle du clergé, des consacrés et des laïcs », pour que les laïcs soient associés à la direction de l'Église.
Le 13 juillet 2022, María Lía Zervino est nommée membre du Dicastère pour les évêques. Avec Raffaella Petrini et Yvonne Reungoat, elle est l'une des trois premières femmes à accéder à cette fonction,.